# Семья (журнал)
Семья — еженедельный иллюстрированный журнал, издававшийся в Москве в 1892–1905 гг. Липскеровым под редакцией скоропечатни Левенсона.